# 530 Turandot
530 Turandot eller 1904 NV är en asteroid i huvudbältet, som upptäcktes 11 april 1904 av den tyske astronomen Max Wolf i Heidelberg. Den har fått sitt namn efter huvudkaraktären i operan Turandot.
Asteroiden har en diameter på ungefär 84 kilometer.